# パナソニックマーケティングジャパン
パナソニックマーケティングジャパン株式会社（英: Panasonic Marketing Japan Co.,Ltd.）は、パナソニック製電化製品の卸販売を行うパナソニックグループの企業である。松下電器マーケティング部門・松下ライフエレクトロニクス双方を合併して設立された。2023年4月3日、パナソニックコンシューマーマーケティング株式会社から現商号に変更。

## 事業
卸販売部門はパナソニックショップへの営業活動を行う「LE社」と、広域家電量販店を担当する「CE社」・ホームセンター・スーパーマーケットへの営業活動を行う「VE社」の3部門に分かれており、各ブロック（地域）毎に活動している。
LE社では、年4回全国のパナソニックショップで実施されている「パナソニックフェア」の運営全般（会場予約、来場・成約記念品選定など）を各ブロックごとに行っている。さらにパーソル パナソニック HRパートナーズ・松下幸之助商学院と連携し、（これまで電器店やその他接客業分野で培った経験を生かして）自前のパナソニックショップを新規開業したい人の為の起業相談会を全国各地で定期的に開催し、開業・運転資金の援助や販促支援を行っている。さらに（各支社管轄地域ごとに）「SPS（スーパーパナソニックショップ）」認定各店の店頭定期監査による業績チェックも行っており、それにおいて「売り上げ不振（業績がSPS認定基準を大きく下回る状態）の長期化」が判明した店舗はSPS称号を取り消し、同時にSPS検索サイトより削除する。さらにSPS認定各店1店につき（当該店の特色を熟知した）専任の販促支援担当者を1名ずつ着任させ、当該店の特色・実績・顧客層などに応じた販促支援・販売活動提案・顧客からの製品改善要望収集などを迅速に行える工夫をしている。
PCMC営業スタッフは、系列店や量販店を営業車で巡回して販促提案・ディスプレイツールの供給を主要業務としている為、パナソニックショップの顧客宅を（PCMC営業スタッフ自ら）直接訪問する事はない。但しパナソニックショップ経由による新築・リフォーム相談があれば、顧客の要望に応じてかかりつけ店（パナソニックショップ）スタッフと一緒に要望主（顧客）宅を訪問し、宅内状況や顧客の要望に応じたオール電化・リフォームローンの提案を（PCMCスタッフ自ら）行う場合もある。なおPCMC営業車の車体は当初無地だったが、「パナソニックテクニカルサービス」吸収合併後は「Panasonic」及び「パナソニックコンシューマーマーケティング」ロゴを車体に印字するようになった。

## 不祥事
実務経験不足者が国家資格を取得
同社の62人の技術者が、施工管理技士などの資格を取得する際に、実務経験の条件を満たしていなかったことが、2021年7月に明らかになった。

## 関連企業
- パナソニックコンシューマーマーケティング沖縄
- 山形パナソニック
- 山陰パナソニック
- 沖縄パナソニック特機
- パナソニック テクニカルサービス（PTSC、現在はPCMCに吸収合併）
- パーソル パナソニック HRパートナーズ（現在はパーソルテンプスタッフの子会社）
- パナソニックマーケティングスクール
  - 松下幸之助商学院